# Levji človek iz Hohlenstein Stadel
Figurica z levjo glavo, prva se imenuje levji človek (nemško Löwenmensch), tudi levja ženska (nemško Löwenfrau), je slonokoščena skulptura, ki je najstarejša znana zoomorfna skulptura v svetu in najstarejši znan nesporen primer figuralne umetnosti. Skulptura se razlaga tudi kot antropomorfna, živali daje človeške lastnosti, čeprav to lahko predstavlja božanstvo. Za kipec velja da je star približno do 40.000 let , s karbonsko datacijo materiala iz istega sloja, v katerem je bil najden. Povezan je z Zgornje paleolitsko aurignaciansko kulturo . Skulptura je 29,6 cm visoka, 5,6 cm široka in 5,9 cm debela. Izklesana je iz slonove kosti mamuta z uporabo kremenovega noža. Ima sedem vzporednih, prečnih, izrezljanih zarez na levi roki. Sedaj je v muzeju v Ulmu v Nemčiji.

## Zgodovina
Koščke figurice so našli leta 1939 v jami z imenom Stadel-Höhle pri Hohlensteinu v dolini Lonetal v Schwäbische Alb, Nemčija. Zaradi začetka druge svetovne vojne, je bil pozabljen in ponovno odkrit trideset let pozneje. Prva rekonstrukcija je pokazala humanoidno figuro brez glave. Med letoma 1997 in 1998 so odkrili dodatni del kipa, glava je bila ponovno sestavljena in obnovljena.
Prvotno je Joachim Hahn kipec razvrstil kot moškega. Iz pregleda nekaterih dodatnih delov kipa najdenih kasneje, je Elisabeth Schmid odločila, da je to ženska z glava Höhlenlöwin (samica evropskega jamskega leva). Obe pojasnili nimata znanstvenih dokazov. Evropski jamski lev, samec in samica, nista imela izrazite grive, tako da njena odsotnost tukaj ne pomeni nujno, da je to levinja.
Sedaj starodavno figurino bolj pogosto imenujejo figurina z levjo glavo, namesto levji človek.
Razlaga je zelo težka. Skulptura deli nekatere podobnosti s francoskimi jamskimi stenskimi poslikavami, ki prikazujejo tudi hibridna bitja. Nemška skulptura pa je več tisoč let starejša od francoskih slik.
Po tem, ko je bil najden ta artefakt, je bil podoben, vendar manjši kipec z levjo glavo najden, skupaj z drugimi živalskimi figurami in nekaj flavtami, v drugi jami na istem območju Nemčije. To vodi k možnosti, da je levja figura igrala pomembno vlogo v mitologiji ljudi zgodnjega Zgornjega paleolitika. Skulpturo je mogoče videti v muzeju Ulmer v Ulmu v Nemčiji, čeprav se bo lahko preselila v načrtovani novi muzej paleolitika. Visoka je približno 31,1 cm.

## Pomen odkritja
Levji človek je najstarejša znana umetnina, ki lahko kaže na mitološko bitje. Lahko je prikazan šaman, ki uporablja kožo leva in glavo in zadnje noge kot preobleko. Večina malih umetnin iz aurignacianske kulture so figure živali. Znani sta še dve drugi možni hibridni človeško-živalski figuri: v letu 2004 je mali brat (približno 2,5 cm) z levjim človekom najden v Höhle Fels pri Schelkingen v dolini Ach, tako imenovani Adorant iz Geißenklösterle je lahko kombinacija človeka in velikega mačka.
Poleg levjega človeka (Geißenklösterle in Hohler Fels, bližnji Schelklingen, Vogelherdhöhle jama v dolini Lone), so v le treh drugih jamah v Schwäbische Alb našli kipce iz mamutove slonove kosti, stare od 31.000 do 33.000 pr. n. št.. Domneva se, da je časovno in prostorsko omejen pojav na dva tisoč let, v katerih je bila razvita posebna oblika umetnosti ledenodobnih lovcev. Vse druge figure živali, kakor tudi Venera iz Höhle Felsa, najdena leta 2008, visoka 10 cm in s tem precej manjša od levjega človeka.